# Milan Kundera
Milan Kundera (Brno, Csehszlovákia, 1929. április 1. – Párizs, 2023. július 11.) cseh regényíró, drámaíró, költő, esszéista. 1993-tól már csak francia nyelven publikált.

## Élete
Apja, Ludvík Kundera (1891–1971) híres zongorista, zenetudós volt. Milan Kundera az egyetem előtt kétkezi munkásként és dzsessz-zenészként dolgozott. A prágai Károly Egyetemen zenetudományt, irodalmat, filmművészetet és esztétikát hallgatott. Elsősorban a reneszánsz nagyjai, Boccaccio és Rabelais, a huszadik századi írók, gondolkodók közül pedig Musil, Gombrowicz, Broch, Kafka és Heidegger munkássága volt rá nagy hatással. Tagja volt a Literarni Noviny és a Listy című irodalmi folyóiratok szerkesztőségének. 1948-ban sok értelmiségihez hasonlóan lelkesen csatlakozott a kommunista párthoz, de miután tiltakozott a pártban kialakuló személyi kultusz ellen, 1950-ben kizárták. Miután 1952-ben diplomázott, a Prágai Film és Előadóművészeti Akadémián világirodalmat tanított. 1956-ban lépett be újra a pártba.
Irodalmi pályafutása költőként indult. Az ötvenes években megjelent három verseskötete meg is hozta számára az elismertséget. Első regénye, a Tréfa, melyben a sztálinizmus visszásságaival foglalkozott, 1965-ben látott napvilágot. A regény ifjú hőse, Ludvík Jahn tréfából egy képeslapot küld kedvesének, melyen többek közt Trockijt élteti. Csehszlovákia ortodox pártvezetése azonban nem ismerte a tréfát: Ludvikot kizárták a pártból, kirúgták az egyetemről, karrierje derékba tört. Regényével Kundera hatalmas botrányt kavart, és a párt tett is róla, hogy a Tréfa eltűnjön a könyvesboltok és a könyvtárak polcairól.
Kundera jelentős szerepet vállalt az 1968-as prágai tavasz eseményeiben, így a bukás után ő sem kerülhette el hőse sorsát. Kizárták a pártból, elbocsátották állásából, és általában eltiltották a tanítástól. Természetesen nem is publikálhatott.
Második regénye, Az élet máshol van (1973) a publikációs tilalom miatt Párizsban jelent meg francia nyelvű kiadásban. Kundera művében a kelet-közép-európai társadalmakat elemzi. A regény főhősének életével és halálával Kundera egy szerencsétlen sorsú, hazugságban felnőtt generáció életét szimbolizálja.
1975-ben Franciaországba emigrált, ahol a rennes-i egyetem vendégprofesszora lett. Ekkor látott napvilágot a még 1972-ben Csehszlovákiában írt Búcsúkeringő című regénye. 1979-ben A nevetés és felejtés könyve című regénye miatt megfosztották cseh állampolgárságától. 1981 óta francia állampolgár volt. Feleségével, Vera Hrabankovával Párizsban élt.

## Regény és filozófia viszonya
Milan Kundera számára a regény: „A próza nagy könyve, melyben a szerző kísérleti ének (alakok) közreműködésével kutatja végig az emberi lét néhány nagy kérdését.” A regény az emberi létezés jellegét firtatja egy adott korban, a létformát és konfliktusait egy adott társadalom kebelében. Jogosan merülhet fel a kérdés: de hát akkor ugyanazt nyújtja, mint a filozófia, a lélektan vívmánya? Semmiképpen. A regény ugyanis nem a logika jegyében érvel és elemez, hanem intuitív megjelenéssel teremti meg egy irodalmi mű fiktív világát. A regényíró számára nem a racionális logika a megismerés eszköze, hanem a képzelet. 
Kundera meggyőződése, hogy az emberi lét új vonatkozásának felmutatása a modern regény egyik alapvető funkciója. Hasonló gondolat ez ahhoz, amit elődje, Broch is megfogalmazott: „Feltárni azt, amit csak a regény tárhat fel – ez adja a regény jogosultságát, egyedül ez. Az a regény, mely nem tárja fel a lét valamely addig ismeretlen részecskéjét, erkölcstelen. A regény egyetlen erkölcse a megismerés.” „Bonyolultabbak a dolgok, mintsem hiszed.” – ez a regény örök igazsága. 
Kundera a regényt úgy tekinti, mint az emberi lét új arcának felfedését. Regényeinek kihagyhatatlan része a humor. „A regény művészete” című munkájában megjegyezte: „Szívesen gondolok arra, hogy a regény művészete Isten nevetésének visszhangjaként jött világra.” De miért nevet Isten amikor rápillant a gondolkodó emberre? Mert minél többet gondolkodnak az emberek, annál jobban eltávolodik az egyik ember gondolata a másikétól. Másrészt: az ember sohasem az, mint aminek gondolja magát. A lét az emberi lehetőségek birodalma, mindaz, amivé az ember válhat, amire képes. A regényírók regényükkel új és új emberi lehetőséget tárnak fel. Két szélsőséges út van: azonosulni a hatalommal, ahogy ezt K. tette Kafka regényében, vagy a svejki lehetőség, hogy semmit sem veszünk komolyan, még a hatalmat sem. A regényíró az igazság ellen van. Egész egyszerűen azért, mert az igazságban minden ember ugyanazt gondolja, ők, pedig olyanok, amilyennek gondolják magukat. De: az ember éppen akkor lesz egyénné, amikor elveszíti a többiek egyöntetű egyetértését. A regény az egyén képzeletbeli mennyországa, és halálos ellensége a totalitarizmusnak, ahol az „egyetlen igazság” szelleme uralkodik, mely megöli a regényt. Nem igaz, hogy a regénynek azért kell eltűnnie, mert ereje kiapad, hanem mert olyan világban él, mely már nem az ő világa, kívül reked tulajdon történetén. A regény az, ami védelmébe veszi az európai kultúra örökségét, melynek legfőbb ékessége forog veszélyben: az egyén eredeti gondolataihoz való joga.
A regény a humor szelleméből született. Az ember, aki azt szeretné, hogy életének értelme legyen, minden cselekedetről lemond, aminek nincs oka és célja. Ellentétben ezzel a gondolattal, mely az események okozati sorára redukálják a világot, Sterne regénye azt állítja: a költészet nem a cselekményben rejlik, hanem ott, ahol a cselekmény megtorpan; ott, ahol ok és okozat között leszakad a híd, s a gondolat szabadon csapong a boldog, tétlen szabadságban. A regény olyan terület, ahol egyszerűen kirobban a képzelet, hasonlóan az álomhoz és ahol felszabadulhatunk a valóság korlátai alól.
Kundera egy olyan világ képét tárja elénk, ahol a tárgyi körülmények, az elidegenedett társadalmi viszonyok már annyira nyomasztóak, hogy megfosztják az egyént szabad akaratától, szétzúzzák egyéniségét, és csírájában fojtják el önmaga vagy mások megértésére irányuló próbálkozásait. Az ember élete társadalmi funkcióvá zsugorodik. Az ember a redukció törvényében él (Husserl). Az élet végzetesen elszürkül. Ez pedig baj, mert az ember és a világ elválaszthatatlanul kapcsolódik egymáshoz, körülbelül úgy mint csiga a házához. Az író elutasítja a tömegmédia gerjesztette divatot, igazodást a legfrissebb hóborthoz, a közhely zsarnokságát. Kundera számára nem fontos a bonyodalom, sem a történet, sem a szereplők pszichéje. A bonyodalom gyakran banális, a történet azt a célt szolgálja, hogy a szerző jegyzetelje, gondolatilag értelmezze, és ez által kiemelkedjen a szerző filozófiai szándéka. Ő az elmélet regényírója, aki nem emberek történetét akarja elbeszélni, hanem gondolatokét. Szereplői lelkileg egyoldalúak, híján vannak a belső fejlődés lehetőségének, másrészt költött alakok, az író képzelete által születtek. A középpontban az emberi sors alakulása áll bizonyos társadalmi feltételek mellett, főként a kommunista diktatúra idején. A modern regényirodalom legjelentősebb képviselői, s egyben Kundera példaképei, mint Broch vagy Musil kiemelték a regény megismerő feladatát abban a világban, mely az értékek széthullásával fenyegetett. A világ megismerésének korlátairól, az értékek pusztulásáról, az illanó valósággal tehetetlenül szembesülő emberről elmélkedtek. Kundera szerint az élet csapda, sőt az élet szomorú. Hogy miért? Mert a jelen pillanat, mely a legnyilvánvalóbbnak, legmegfoghatóbbnak tűnik, valójában teljesen kicsúszik ujjaik közül. „Az ember bekötött szemmel halad át a jelenen. Nem tudhatja, hanem legföljebb sejtheti és találgathatja, mit is élt át. A kendő csak később hullik le a szeméről, és ő csak akkor, a múltba visszatekintve állapíthatja meg, mit is élt ár és mi volt élményei értelme.” – vallotta Kundera.
Ha összehasonlítjuk a regényt és a filozófiát, megdöbbentő különbségeket fedezhetünk fel e tulajdonképpen rokon művészetekben. A rokonságot a témában értem, hiszen mindegyik arra vállalkozik, hogy a lét problémáival foglalkozik. Itt meg is kell tennünk az első fontos különbséget regény és filozófia között. Mert míg a filozófia válaszokat próbál találni a bonyolult kérdésekre, a regény csak kérdez és példákat, alternatív megoldásokat nyújt, irányt mutat. A filozófia sokkal „komolyabb”, konzervatívabb, mint a regény, ott nem lehet határtalanul szárnyalni, nem lehet álmodni, nem lehet elrugaszkodni a valóság talajától, mint a regény világában. A filozófia állít. Amit a filozófus mond, azt bizonyítani kell, az ellenőrzött gondolat, abban mindenki bizonyos. Az író e tekintetben sokkal szabadabb, szabadjára engedheti fantáziáját, képzeletét, vágyait és ezeket mind beleviheti regényeibe, megfűszerezheti egy kis játékkal, iróniával. A regényeket a puszta ötlet szüli. A filozófiában a logika a rendezőelv, az ész mindenhatóság  uralkodik, ellenben a modern regény a humorra épül. Ha történelmileg közelítjük meg a kérdést, azt látjuk, hogy míg a filozófia (maga a szó is) a görögök öröksége, addig a regény Európa műve. „A regény előbb fedezte fel a tudatalattit, mint Freud, előbb az osztályharcot, mint Marx, előbb művelte a fenomenológiát, mint a fenomenológusok.” – állapítja meg Kundera.
A filozófia elvont térben fejti ki gondolatait, alakok és helyzetek nélkül. Ezzel szemben a regény példákon keresztül mutatja a lehetőségeket, nem állít semmit, változatokat sorakoztat fel és magát a valóságot is csak a lehetőségek egyik variánsaként értelmezi. A regény szórakoztat, elbűvöl, magával ragad. A regény felfedez, felfedezi a lét különböző vonatkozásait: a kalandot, azt, „ami belül történik”, az ember beágyazottságát a történelembe, mélyére ás az időnek, és még folytathatnánk a sort. Ha csupán egy szóval jellemezni kellene a regényírók feladatát, az az alkotóképesség lenne, a filozófusoknál pedig a tudás. Egy regényíró és egy filozófus gondolkodásmódja között alapvető a különbség. Hermann Broch írta 1931-ben: „A filozófia törekvése: ábrázolni a világot és ebből az ábrázolásból kiindulva rátalálni az erkölcs útjára, a filozófiának ez a küldetése a jelek szerint mostantól az irodalomra, kiváltképpen az elbeszélő irodalomra hárul.” A filozófia talán legnagyobb hátránya a regénnyel szemben, hogy az elmélet szelleméből született, következésképpen vannak korlátai: a megismerés korlátai. Husserl szerint „az emberen eluralkodott a megismerés szenvedélye”, kétségbeesetten tette fel a kérdést, hogy vajon túléli-e Európa? A válságot mélynek ítélte, gyökerét a modern idők kezdetén vélte felfedezni. Husserl-t aggasztotta az a tény, hogy a világot a technika és a matematika puszta vizsgálati tárgyává zsugorítják, és ezzel kirekesztik az élet konkrét világát (Lebenswelt). Az ember játékszerré vált, életének nincs értelme, értéke, a lét feledésbe merült.
Az európai kultúra napjainkban veszélyben forog, a tömegmédia, a giccs fenyegeti. A giccs szó bekerült Kundera szótárába és a következőt jelenti: „annak az embernek a magatartását jelöli, aki mindenáron és mindennél több embernek tetszeni akar. Ahhoz viszont, hogy tetszést arass, helyeselned kell, amit mindenki hallani akar, tehát a közhely szolgálatába kell állnod.” A mass média arra törekszik, hogy minél nagyobb tömegeket nyerjen meg magának, körülfogja, áthatja egész életünket, mindennapi erkölcsünkké lesz a giccs. Azt fenyegeti, ami a legféltettebb kincsünk, egyéniségünket, eredeti gondolatokhoz való jogunkat. Kundera aláhúzza a nézetek sokféleségével szembeni tolerancia fontosságát. A regényre nagyobb szükség van, mint valaha: létjogosultsága, hogy állandóan fényt vetítsen az „életvilágra” és megóvjon bennünket „a lét feledésétől”. Tanácsa: olvassunk sok regényt, mert ez az egyetlen menedék, az egyéniségek paradicsoma, mely megóv a lét feledésétől (Husserl); ötvözzük az értelmet és a fantáziát; fegyverkezzünk fel humorral, mert az kell az élethez. Csak így tudunk szembeszállni a giccsel.
Kundera világ életében homo politicusként viselkedett. Hozzájárult ahhoz, hogy a világ ne feledkezzen meg Csehszlovákia 1968-as megszállásáról, Közép-Európa elrablásáról. Létezik- e Közép-Európa, ez a rég elfelejtett fogalom? Kundera arra törekedett, hogy jelenvalóvá tegye a fogalmat, s politikai és intellektuális alternatívát mutasson fel a szürke és megdermesztett szovjet „Kelet-Európával” szemben, s hogy rámutasson e térség egyedülálló voltára, különbözőségére, sokrétűségére, tarkaságára. Közép-Európa, az elrabolt Nyugat, mely a jelentős kulturális áramlatoknak ugyanúgy részese volt, a második világháború után a Kelet foglyává lett.

## Művei

### Verseskötetek
- Man: A Broad Garden – 1953
- The Last May – 1954-55-61
- Monologues – 1957-64-65

### Drámák
- The Owner of the Keys – 1962
- Two Earls, Two Weddings, Slowness – 1968
- The Blunder – 1969
- Jakub a jeho pán. Pocta Denisi Diderotovi – 1971 (Jakab és az Ura. Hódolat Denis Diderot-nak)

### Regények
- Tréfa – 1965 (Žert)
- Nevetséges szerelmek – 1963-65-68, befejezve: 1969 (Směšné lásky) (novellák)
- Az élet máshol van – 1969-70 (Život je jinde)
- Búcsúkeringő – 1970-71 (Valčík na rozloučenou)
- A nevetés és felejtés könyve – 1978 (Kniha smíchu a zapomnění)
- A lét elviselhetetlen könnyűsége – 1982 (Nesnesitelná lehkost bytí) 1992, 2005. Ford.: Körtvélyessy Klára, Európa Kiadó ISBN 963 07 7855 6
- Halhatatlanság – 1988 (Nesmrtelnost)
- Lassúság – 1994 (La Lenteur)
- Azonosság – 1996 (L'identité)
- Nemtudás – 2000 (L'ignorance)
- A jelentéktelenség ünnepe – 2014 (La fête de l'insignifiance)

### Esszékötetek
- About the Disputes of Inheritance – 1955
- The art of the Novel – 1960
- The Czech Deal – 1968
- Radicalism and Exhibitionism – 1969
- The Stolen West or the Tragedy of Central Europe – 1983
- A regény művészete – 1985 (L'art du roman)
- Elárult testamentumok – 1992 (Testaments Betrayed); ford.: Réz Pál 1996, 2001. Európa Kiadó ISBN 963 07 6897 6
- A függöny – 2005 (Le Rideau)

### Mozifilmek, melyekben közreműködött
- Nikdo se nebude smat 1965, 94 perc, fekete-fehér, csehszlovák film
- Já, truchlivy buh 1969, fekete-fehér, csehszlovák film
- Tréfa (Zert) 1969, 80 perc, fekete-fehér, csehszlovák film
- Clair de femme 1979, 102 perc, színes, francia-olasz-német film
- A lét elviselhetetlen könnyűsége (The unbearable Lightness of Being), 1987, 172 perc, amerikai film

## Magyarul megjelent művei

### 1989-ig
- Kulcstulajdonosok; ford. Babos László; DILIZA, Bratislava, 1964
- Kulcstulajdonosok. Színmű; ford. Aczél János; Színháztudományi Intézet Bp., 1964 (Világszínház)
- Nevetséges szerelmek. Elbeszélések; ford. Zádor Margit; Tatran, Bratislava, 1967
- Tréfa. Regény; ford. Rubin Péter, utószó Zádor András; Tatran, Bratislava, 1968
- A lét elviselhetetlen könnyűsége; ford. Sulyok Miklós; AB Független, Bp., 1987
- Búcsúkeringő; ford. Dénes Gyula; AB, Bp., 1987

### 1990-től
- Búcsúkeringő. Regény; ford. Bába Iván; Európa, Bp., 1990
- Az élet máshol van; ford. Varga György, Európa, Bp., 1991
- A regény művészete; ford. Réz Pál; Európa, Bp., 1992 (Mérleg)
- A lét elviselhetetlen könnyűsége; ford. Körtvélyessy Klára; Európa, Bp., 1992
- A nevetés és felejtés könyve; ford. Zádor Margit; Európa, Bp., 1993
- Halhatatlanság; ford. Körtvélyessy Klára; Európa, Bp., 1995
- Elárult testamentumok; ford. Réz Pál; Európa, Bp., 1996
- Lassúság; ford. Vargyas Zoltán; Európa, Bp., 1996
- Azonosság; ford. N. Kiss Zsuzsa; Európa, Bp., 1997
- Nemtudás; ford. N. Kiss Zsuzsa; Európa, Bp., 2001
- Jakab és az ura. Hódolat Denis Diderot-nak; ford. Körtvélyessy Klára; Európa, Bp., 2003
- A függöny; ford. Réz Pál; Európa, Bp., 2005
- Találkozás; ford. N. Kiss Zsuzsa; Európa, Bp., 2010
- A jelentéktelenség ünnepe; ford. N. Kiss Zsuzsa; Európa, Bp., 2015
- Hecc; ford. Varga György; Európa, Bp., 2022
- Az elrabolt Nyugat avagy Közép-Európa tragédiája; ford. Bíró Péter; Európa, Bp., 2022

## Díjai, elismerései
- Jeruzsálem-díj (1985)